# Исчезновение Харухи Судзумии
Это статья об анимационном фильме. Статья об одноимённой книге называется «Книги о Харухи Судзумии».
Исчезновение Харухи Судзумии (яп. 涼宮ハルヒの消失 Судзумия Харухи но сё:сицу) — анимационный фильм 2010 года производства Kyoto Animation, основанный на 4-м одноимённом томе серии ранобэ о Харухи Судзумии авторства Нагару Танигавы. Фильм является сиквелом телевизионного аниме «Меланхолия Харухи Судзумии», с сюжетом которого тесно связан. По сюжету «Исчезновения», Кён — член неофициального школьного кружка «Команда SOS», организованного Харухи, — в один декабрьский день обнаруживает, что мир за ночь полностью изменился: в частности, кружка больше не существует, и остальные его участники Кёна не узнают.

## Сюжет
Сюжет фильма тесно связан с событиями аниме «Меланхолия Харухи Судзумии».
Харухи Судзумия — организатор нелегального школьного кружка «Команда SOS», целью которого является поиск всего необычного. В команду также входят Кён, Юки Нагато, Микуру Асахина и Ицки Коидзуми. Последние три участника являются инопланетным андроидом, путешественницей во времени и экстрасенсом соответственно. Конкретно их задачей является наблюдение за Харухи, которая обладает сверхспособностью изменять мироздание. Сама Харухи о своих способностях не подозревает, поэтому любые её эксцентричные желания зачастую приводят к неожиданным последствиям и создают дополнительные проблемы участникам кружка. Кён — единственный обычный человек в команде, но он знает тайны других членов и помогает им «развлекать» Харухи, чтобы та не разочаровалась в этом мире и неосознанно не разрушила его.
17 декабря на собрании «Команды SOS» Харухи объявляет о проведении рождественской вечеринки всей командой в комнате кружка. Кён приглашает на празднование своего одноклассника Танигути, который отказывает ему, оправдывая это тем, что на Рождество у него запланировано свидание. На следующий день, 18 декабря, по пути в школу Кён встречает кашляющего Танигути в медицинской маске. Его удивляет то, что ещё вчера Танигути выглядел здоровым и жизнерадостным. Но тот объясняет Кёну, что 17 декабря ему было гораздо хуже, а на Рождество у него планов нет, ровно как и девушки. Позже выясняется, что Харухи вообще не учится в их школе, а её парту занимает Рёко Асакура — бывшая одноклассница Кёна, а также инопланетный андроид, резервная копия Юки, пытавшаяся его убить. Более того — пропал весь класс, в котором учится Ицки, вместе с кабинетом, и Микуру Кёна тоже не узнаёт. Тогда Кён отправляется в комнату «Команды SOS», где обнаруживает читающую Юки, единственного члена располагающегося там литературного кружка. Бывшая до этого безэмоциональным инопланетянином, теперешняя Юки ведёт себя как человек. На следующий день Кён замечает в комнате кружка книгу, которую ему дала почитать Юки при их первой встрече. В ней он обнаруживает тандзаку, на котором написано, что для запуска некой программы нужно за два дня собрать все ключи.
На следующий день Кён случайно узнаёт от Танигути, что, окончив среднюю школу, Харухи поступила в старшую школу «Коёэн». Сбежав с занятий, Кён устремляется туда. Прождав некоторое время у входа, он встречает Харухи и Ицки, которые также его не узнают. Тогда Кён напоминает Харухи о её выходке три года назад, когда она разрисовала школьный двор с помощью линёра, и представляется ей как Джон Смит. (Несколькими месяцами ранее, по сюжету аниме-сериала, Кён вместе с Микуру перемещались во времени на три года назад, где Кён, представившись этим именем, помогал Харухи разрисовывать школьную площадку.) Позднее Кён рассказывает Харухи и Ицки о «Команде SOS», об изменении мира, о скрытых способностях Судзумии в прошлой вселенной. Харухи верит ему, и все трое проникают в комнату кружка, где уже находилась Юки, также насильно приведя с собой Асахину. В этот момент компьютер в комнате самопроизвольно включается и выводит серию сообщений от Юки Нагато с информацией о том, что ключ к «программе экстренного выхода» найден, и запросом на окончательное подтверждение перед запуском. Кён нажимает клавишу ввода и оказывается один в той же комнате вечером.
Выбравшись из школы, Кён обнаруживает, что сейчас 7 июля трёхлетней давности — день, в который он с Микуру отправился из будущего. Кён направляется в городской парк, где и обнаруживает второго себя и Микуру, а также ещё одну её «версию» из более отдалённого будущего. Он догоняет «старшую» Асахину, которая объясняет ему, что мир за одну ночь с 17 по 18 декабря по каким-то причинам полностью изменился, а все воспоминания людей, кроме Кёна, были изменены. Они отправляются к Нагато за помощью. Юки объясняет им, что инициатором изменений в будущем является именно она, так как в её программе произошёл сбой в результате накопившихся ошибок. Она даёт Кёну пистолет, заряженный иглами, на конце которых нанесена программа, способная вернуть мир в первоначальное состояние; ввести иглы необходимо непосредственно инициатору, то есть ей самой в будущем. Микуру и Кён отправляются на три года вперёд, в день изменений. Но Кён не успевает ввести Юки программу: на него нападает Рёко Асакура, подвергшаяся неверным изменениям, и ранит его ножом. Затем она пытается нанести ему смертельный удар, но её останавливает другая Юки. Теряя сознание, Кён видит сразу двух Микуру из разных временных отрезков, а также самого себя.
Кён приходит в себя в больнице, где Ицки объясняет ему, что тот пролежал без сознания три дня в результате падения с лестницы в школе. Кён понимает, что ему каким-то образом удалось вернуть вселенную в первоначальное состояние. Он вспоминает двух Микуру и свой собственный голос — это наталкивает его на мысль, что ему предстоит в скором времени снова вернуться в тот временной отрезок для спасения самого себя от смерти. Юки сообщает ему о том, что руководство решает вопрос о её уничтожении. Кён просит передать этому руководству, чтобы оно не смело трогать Нагато, угрожая «натравить» на него Харухи.

## История создания

### Сэйю
| Актёр            | Роль            |
| ---------------- | --------------- |
| Ая Хирано        | Харухи Судзумия |
| Минори Тихара    | Юки Нагато      |
| Томокадзу Сугита | Кён             |
| Дайсукэ Оно      | Ицки Коидзуми   |
| Юко Гото         | Микуру Асахина  |

| Актёр           | Роль         |
| --------------- | ------------ |
| Нацуко Куватани | Рёко Асакура |
| Минору Сираиси  | Танигути     |
| Мэгуми Мацумото | Куникида     |
| Саяка Аоки      | Сестра Кёна  |
| Юки Мацуока     | Цуруя        |

### Маркетинг
18 декабря 2007 года содержание официального веб-сайта аниме «Меланхолия Харухи Судзумии» было заменено ложной страницей, сообщающей об ошибке 404, и с запросом пароля для активации некой программы и полем для его ввода. Если посетитель вводил пароль «KNSAK» (инициалы фамилий членов «Команды SOS» — главных героев аниме), то на сайте появлялся поддельный эмулятор терминала xterm, который выводил серию сообщений от «YUKI.N» с информацией о том, что ключ к «программе экстренного выхода» найден, и запросом на окончательное подтверждение перед запуском, что являлось отсылкой к 4-му тому серии ранобэ — «Исчезновению Харухи Судзумии». Затем, если посетитель нажимал клавишу ввода, на сайте открывалась новая страница с изображением персонажа Юки Нагато и списком членов производственной команды нового проекта. Дата «исчезновения» сайта также отсылала к оригинальному произведению, где являлась ключевой. Первый анонс анимационного фильма состоялся в ноябре 2009 года после трансляции последнего эпизода «Меланхолии», когда был показан тизер-трейлер проекта. 18 декабря 2009 года тот же сайт «исчез» снова, сначала выдавая информацию об ошибке 404, а затем демонстрируя потоковый минутный проморолик.

## Выход в прокат

### Премьера и кассовые сборы

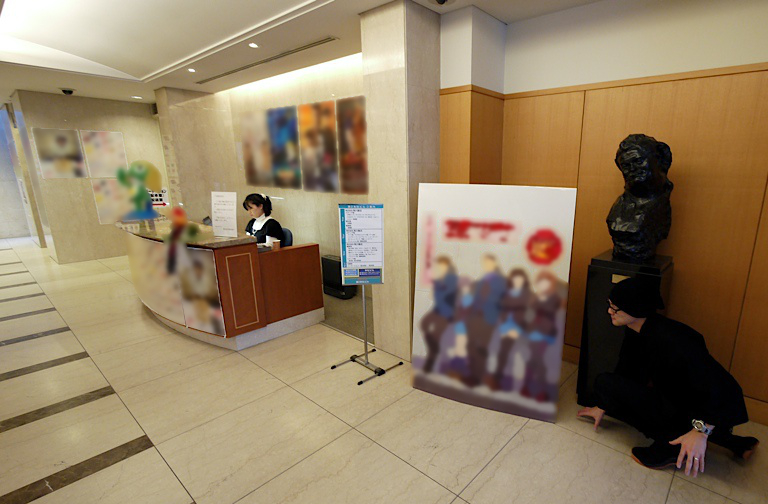
Афиша фильма на входе в издательство Kadokawa Shoten, публикующее серию ранобе о Харухи Судзумии

Премьера «Исчезновения Харухи Судзумии» состоялась в Японии 6 февраля 2010 года. Один из кинотеатров в префектуре Тиба открыл бронирование билетов на премьеру фильма уже 21 ноября 2009-го. Прокат осуществлялся только на 24 экранах, что породило большие очереди в кинотеатры. В частности, в день премьеры в квартале Икэбукуро, Токио, около 500 зрителей стояло в очереди на первый сеанс, назначенный на 8:00.
По данным Kogyo Tsushinsha, за первые два дня проката фильм оказался на седьмом месте по кассовым сборам в Японии, собрав 89 010 100 японских иен (в среднем по ¥3 700 000 с кинотеатра). Согласно блогу Eiga Consultant Nikki, японские зрители посмотрели тогда «Исчезновение» 60 306 раз. Журнал Variety предоставил другие данные: по его подсчётам, фильм находился на тот период на шестом месте в кассовом рейтинге. За первую неделю проката фильм собрал 200 миллионов иен (около $2,2 млн). А спустя восемь недель касса составила 7 479 561 долларов США.
Премьера фильма в США состоялась 21 мая 2010 года в городе Сан-Франциско. Однако «Исчезновение» не было дублировано на английский язык и оригинальная звуковая дорожка сопровождалась субтитрами. В таком виде в июне того же года фильм прошёл ограниченным прокатом на Гавайях как часть программы азиатского кино Spotlight Asia Films. Премьерный показ в английском дубляже состоялся 28 августа 2011 года в Японском квартале Сан-Франциско в рамках мероприятия J-Pop Summit Festival. 13 мая того же года фильм был показан в Дублине на кинофестивале CineMagic.

### Критика
Арсений Крымов из журнала «Мир фантастики» назвал фильм «блестящим продолжением» аниме-сериала и поставил ему оценку 9/10. По мнению рецензента, экранизация превосходит оригинальную книгу, а цепь странностей в сюжете напомнила ему стилистику произведений Филипа Дика. Также критик высоко оценил «мощный» и «евангелионовский» финал. Фернандо Рамос из журнала Otaku USA назвал аниме одним из самых красивых представителей кинотеатральной анимации за последние годы, отметив присутствие некоторых кинематографических приёмов как явный плюс картины. По мнению журналиста, этой работой Kyoto Animation продемонстрировала талант к созданию полнометражных лент.

### Награды и номинации
| Год  | Премия                                  | Категория                    | Лауреат или номинант         | Итог      |        |
| ---- | --------------------------------------- | ---------------------------- | ---------------------------- | --------- | ------ |
| 2010 | Animation Kobe                          | Лучший кинотеатральный фильм | Лучший кинотеатральный фильм | Победа    | [ 15 ] |
| 2010 | Итоги года, по версии «Мира фантастики» | Аниме года                   | Аниме года                   | Номинация | [ 16 ] |
| 2010 | Итоги года, по версии «Мира фантастики» | Героиня года                 | Юки Нагато                   | Номинация | [ 16 ] |
| 2011 | Seiyu Awards                            | Лучшее исполнение песни      | Минори Тихара                | Победа    | [ 17 ] |

## Связанная продукция

### Саундтрек
«Gekijoban „Suzumiya Haruhi no Shoshitsu“ Orijinaru Saunodotoraku» (яп. 劇場版『涼宮ハルヒの消失』オリジナルサウンドトラック Гэкидзё:бан «Судзумия Харухи но Сё:сицу» Оридзинару Саунодоторакку, Оригинальный саундтрек фильма «Исчезновение Харухи Судзумии») — саундтрек, изданный компанией Lantis 27 января 2010 года на двух звуковых компакт-дисках. Помимо композиций, написанных специально для фильма Рюити Такадой, Кэйго Хоаси и другими композиторами, саундтрек включает произведения французского классического композитора Эрика Сати.
| №   | Название                                   | Музыка         | Оригинальная запись        | Длительность |
| --- | ------------------------------------------ | -------------- | -------------------------- | ------------ |
| 1.  | «Itsumo no Fūkei kara Hajimaru Monogatari» | Сатору Кёсаки  | いつもの風景から始まる物語 | 3:51         |
| 2.  | «SOS-dan Christmas Party»                  | Сатору Кёсаки  | SOS団クリスマスパーティ    | 2:24         |
| 3.  | «Dotabata Time»                            | Сатору Кёсаки  | ドタバタ・タイム           | 1:03         |
| 4.  | «Nichijō no Saki ni Machiukeru Mono»       | Кэйго Хоаси    | 日常の先に待ち受けるもの   | 0:51         |
| 5.  | «Asakura Ryōko to Iu Josei»                | Рюити Такада   | 朝倉涼子という女性         | 2:59         |
| 6.  | «Fuan kara Kyōfu e»                        | Рюити Такада   | 不安から恐怖へ             | 1:44         |
| 7.  | «Uragirareta Kitai»                        | Кэйго Хоаси    | 裏切られた期待             | 2:48         |
| 8.  | «Kodoku Sekai no Hirogari»                 | Кэйго Хоаси    | 孤独世界の広がり           | 3:14         |
| 9.  | «Kankyō Henka no Zehi»                     | Сатору Кёсаки  | 環境変化の是非             | 2:56         |
| 10. | «Suzumiya Haruhi no Tegakari»              | Какэру Исихама | 涼宮ハルヒの手がかり       | 1:27         |
| 11. | «Hayaru Kokoro to Mae ni Denai Ashi»       | Сатору Кёсаки  | はやる心と前に出ない足     | 1:14         |
| 12. | «Tsunagatta Kioku»                         | Сатору Кёсаки  | つながった記憶             | 2:33         |
| 13. | «SOS-dan Futatabi»                         | Сатору Кёсаки  | SOS団再び                  | 1:56         |
| 14. | «Ready?»                                   | Рюити Такада   | Ready?                     | 4:13         |
| 15. | «Ano Hi no Kioku o Oikakete»               | Сатору Кёсаки  | あの日の記憶を追いかけて   | 1:27         |
| 16. | «Michibiku Josei no Kataru Kotoba»         | Кэйго Хоаси    | 導く女性の語る言葉         | 2:26         |
| 17. | «Mirai e no Ashiato»                       | Кэйго Хоаси    | 未来への足跡               | 1:53         |
| 18. | «Gymnopédie No. 2»                         | Эрик Сати      | ジムノペディ 第2番         | 2:55         |
| 19. | «Nagato Yuki no Kokoro ni Aru Mono»        | Кэйго Хоаси    | 長門有希の心にあるもの     | 2:88         |
| 20. | «Jikoishiki no Kakunin»                    | Кейго Хоаси    | 自己意識の確認             | 2:44         |
| 21. | «Rekishi no Tenkanten»                     | Рюити Такада   | 歴史の転換点               | 3:18         |
| 22. | «Futatabi Deaeta Dan'intachi»              | Сатору Кёсаки  | 再び出逢えた団員たち       | 5:01         |
| 23. | «Itsumo no Fūkei de Owaru Monogatari»      | Сатору Кёсаки  | いつもの風景で終わる物語   | 3:16         |

| №  | Название           | Музыка    | Оригинальная запись | Длительность |
| -- | ------------------ | --------- | ------------------- | ------------ |
| 1. | «Gymnopédie No. 1» | Эрик Сати | ジムノペディ 第1番  | 3:17         |
| 2. | «Gymnopédie No. 2» | Эрик Сати | ジムノペディ 第2番  | 2:50         |
| 3. | «Gymnopédie No. 3» | Эрик Сати | ジムノペディ 第3番  | 2:27         |
| 4. | «Gnossienne No. 1» | Эрик Сати | グノシエンヌ 第1番  | 3:24         |
| 5. | «Gnossienne No. 2» | Эрик Сати | グノシエンヌ 第2番  | 2:17         |
| 6. | «Gnossienne No. 3» | Эрик Сати | グノシエンヌ 第3番  | 2:56         |
| 7. | «Je te veux»       | Эрик Сати | ジュ・トゥ・ヴー    | 5:15         |

В опенинге звучит песня Аи Хирано «Bouken Desho Desho?» (яп. 冒険でしょでしょ？ Бо:кэн Дэсё Дэсё?, Это приключение, да, да?), которая также была открывающей композицией первого сезона аниме-сериала. В эндинге — песня Минори Тихары «Yasashii Bokyaku» (яп. 優しい忘却 Ясаси: Бо:кяку, Нежное забвение), написанная специально для фильма и вышедшая синглом 24 февраля 2010 года.
| №  | Название                             | Оригинальная запись    | Длительность |
| -- | ------------------------------------ | ---------------------- | ------------ |
| 1. | «Yasashii Bōkyaku»                   | 優しい忘却             | 5:40         |
| 2. | «Yasashii Boukyaku -sonority-»       | 優しい忘却 -sonority-  | 4:33         |
| 3. | «Yasashii Boukyaku -sincerity-»      | 優しい忘却 -sincerity- | 5:11         |
| 4. | «Yasashii Boukyaku ~ Aru Hi no Yume» | 優しい忘却～或る日の夢 | 3:13         |

### Игра
Suzumiya Haruhi no Tsuisou (яп. 涼宮ハルヒの追想 Судзумия Харухи но цуисо:, Воспоминания Харухи Судзумии) — видеоигра в жанре квест, вышедшая в Японии 12 мая 2011 года для платформ PlayStation 3 (PS3) и PlayStation Portable (PSP). Разработчиком и издателем игры выступила компания Namco Bandai Games. Уже в первую неделю версия игры для PS3 разошлась тиражом 18 831 копий и заняла второе место в списке продаж в Японии. Версия для PSP, которая в тот же период была распродана 14 953 раза, оказалась на четвёртом месте в рейтинге.

### Другие товары
По мотивам «Исчезновения Харухи Судзумии» было выпущено несколько аниме-фигурок, в том числе и три нендороида от компании Good Smile Company. В 2011 году в июльском номере журнала манги Young Ace в качестве бонусного материала содержалось ситадзики с героями фильма.

## Альтернативная история
Nagato Yuki-chan no Shoushitsu (яп. 長門有希ちゃんの消失 Нагато Юки-тян но сё:сицу, Исчезновение Юки Нагато) — комедийная манга автора и иллюстратора под псевдонимом Puyo, публиковавшаяся в журнале Young Ace. По сюжету, Кён, Юки Нагато и Рёко Асакура — единственные члены литературного кружка, с которыми происходят различные комичные ситуации. Всего было опубликовано десять томов манги.